# Lingue basso-franconi
Le lingue basso-franconi sono un ramo delle lingue germaniche occidentali che comprende alcune lingue parlate in Paesi Bassi, Belgio settentrionale e Sudafrica. I dialetti basso-franconi sono parlati anche in Germania nell'area lungo il Reno, tra Colonia e il confine tra Germania e Paesi Bassi. Durante il XIX e XX secolo questi dialetti sono stati parzialmente e gradualmente sostituiti dalla lingua tedesca contemporanea.

## Terminologia
Mentre in Germania è comune considerare il limburghese all'interno delle lingue basso-franconi, nei Paesi Bassi e in Belgio è considerato una lingua medio-francone, sottoramo delle lingue tedesche centrali.

## Classificazione
Le moderne lingue basso-franconi, con i relativi dialetti, sono:
- lingua afrikaans
  - afrikaaps
- lingua olandese
  - dialetto brabantino
  - lingua fiamminga
    - dialetto fiammingo occidentale
    - dialetto fiammingo orientale

  - dialetto olandese
  - lingua zelandese
- Kleverlands
- lingua limburghese
- Lingua oorlams